# Onno Havermans
Onno Havermans  is een Nederlandse onderzoeksjournalist.

## Carrière
Na de school voor de Journalistiek in Utrecht werkte Havermans voor de regionale bladen Haarlems Dagblad en het Leidsch Dagblad.
Nadat hij vanaf 2001 bij het dagblad Trouw enkele jaren als chef Avond had gewerkt, werd hij voor de voornoemde krant correspondent voor Oost-Nederland. Enkele van zijn artikelen over Oost-Nederland hadden betrekking op de Razzia van Putten en het bombardement dat op 22 februari 1944 de Nijmeegse binnenstad trof.
Na te hebben gewerkt als eindredacteur werd hij in 2020 verslaggever Natuur en landschap bij die krant.

## Erkenning
Samen met Cees van der Laan, Wilma van Meteren en Laura van Baars won Havermans in 2009 De Tegel in de categorie 'Achtergrond' voor Krimpen in gezamenlijkheid. De serie programma’s beschreef naast de problemen van de leegloop van het platteland ook de kansen die bestuurders en ondernemers zagen om het ontstaan van spookdorpen te voorkomen.

## Prijzen
- De Tegel (2009)